# Uševce
Uševce es un pueblo ubicado en el territorio de Vranje, en el distrito de Pčinja, Serbia.

## Superficie
Posee una superficie de 4,612 kilómetros cuadrados.

## Demografía
Hasta 2011 la población era de 119 habitantes, con una densidad de población de 25,80 habitantes por kilómetro cuadrado.